# Jacek Wróbel
Jacek Grzegorz Wróbel (ur. 28 stycznia 1962) – polski agronom, specjalista w zakresie fizjologii roślin, doktor habilitowany nauk rolniczych, profesor uczelni w Zachodniopomorskim Uniwersytecie Technologicznym w Szczecinie i jego rektor w kadencjach 2016–2020 i 2020–2024.

## Życiorys

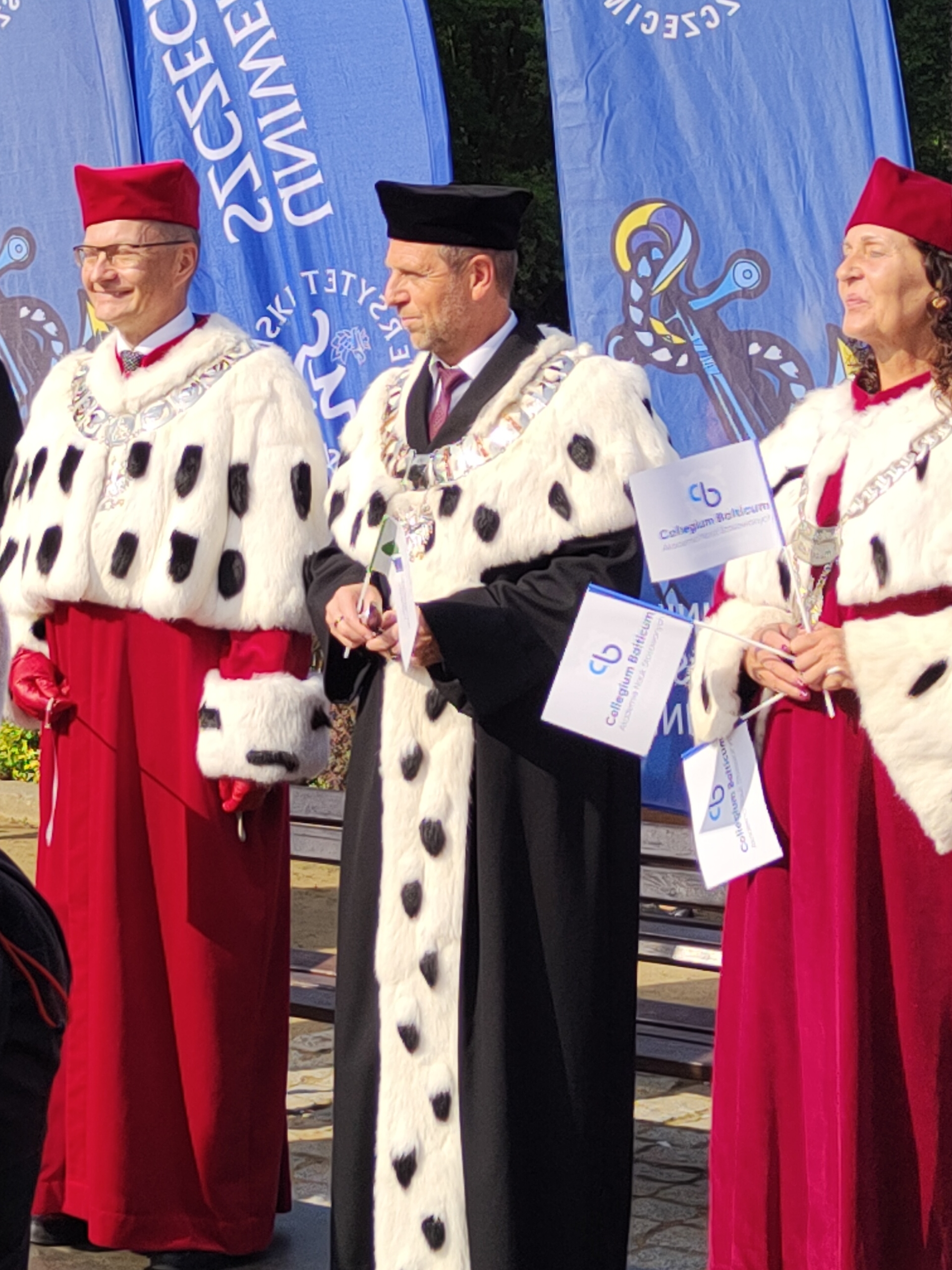
Jacek Wróbel jako rektor ZUT na Juwenaliach 2023 w Szczecinie

W 1986 ukończył studia rolnicze na Akademii Rolniczej w Szczecinie. Doktoryzował się w 1994 w zakresie agronomii na Wydziale Rolniczym tej uczelni w oparciu o pracę pt. Wymiana gazowa u zróżnicowanych morfologicznie form grochu siewnego (Pisum sativum L.). Stopień doktora habilitowanego uzyskał w 2007 na podstawie dorobku naukowego i rozprawy pt. Kinetyka wzrostu oraz wybrane wskaźniki fizjologiczne Salix viminalis uprawianej na refulacie piaszczystym nawożonym osadem ściekowym.
Pracował m.in. w Biurze Prasowym Urzędu Wojewódzkiego w Szczecinie (1993–1999) oraz w Biurze Informacji i Promocji Urzędu Marszałkowskiego Województwa Zachodniopomorskiego (1999–2008). Był także sekretarzem miesięcznika samorządowego „Merkuriusz Zachodniopomorski”.
Jako nauczyciel akademicki związany z uczelnią macierzystą (w 2008 był prorektorem Akademii Rolniczej w Szczecinie do spraw kształcenia), a od 2009 z nowo powstałym Zachodniopomorskim Uniwersytetem Technologicznym w Szczecinie. Na uczelni tej objął stanowisko profesora nadzwyczajnego (2009), a po zmianach prawnych – profesora uczelni. Na Wydziale Kształtowania Środowiska i Rolnictwa został kierownikiem Katedry Fizjologii Roślin i Biochemii, a następnie Katedry Bioinżynierii. W latach 2009–2016 był prorektorem ZUT do spraw studenckich. W marcu 2016 został wybrany na rektora tej uczelni w kadencji 2016–2020 (od 1 września 2016). W maju 2020 uzyskał reelekcję na drugą kadencję.
Autor ponad 140 publikacji naukowych, w tym ok. 80 prac oryginalnych (ok. 25 w czasopismach z listy filadelfijskiej). Członek Polskiego Towarzystwa Botanicznego i Polskiego Towarzystwa Magnezologicznego.
Odznaczony m.in. Złotym Krzyżem Zasługi (2015).